# Homero Expósito
Homero Aldo Expósito (Campana , provincia de Buenos Aires, 5 de noviembre de 1918 - Buenos Aires, 23 de septiembre de 1987) fue un conocido poeta y letrista argentino de tango autor de muchos famosos tangos, algunos de los cuales llevan la música de su hermano Virgilio Expósito, tales como Naranjo en flor y Farol (1943).

## Biografía
Expósito nació en la ciudad de Campana, en la casa de su abuela materna y creció en la ciudad de Zárate, de gran desarrollo del tango. El origen de su apellido se debe a que su padre era huérfano, y decidió adoptar ese apellido, como forma de no olvidar su origen.
De niño, en Zárate, integró una orquesta junto a su hermano y al luego famoso baterista Tito Alberti, el padre del músico Charly Alberti, baterista de Soda Stereo.
Cursó sus estudios secundarios como pupilo en el Colegio San José de Buenos Aires. Realizó su primer tango junto a su hermano en 1938, Rodando, cantado por Libertad Lamarque sin mayor repercusión. En 1945 se radicó en Buenos Aires. A la par de su tarea autoral, se dedicó a las actividades de la organización de los músicos argentinos, SADAIC, de la que fue tesorero muchos años.
Su inventiva literaria confluía en dos actitudes poéticas temperamentalmente opuestas: el romanticismo de Homero Manzi, y el dramatismo sarcástico de Enrique Santos Discépolo. Impuso una renovación formal de expresión, utilizando la técnica del verso libre.
Algunos de sus tangos fueron:
- Percal
- Trenzas
- Chau, no va más[3]
- Naranjo en flor
- Margo
- Tristezas de la calle Corrientes
- Flor de lino
- Qué me van a hablar de amor
- Ese muchacho Troilo
- Te llaman malevo.
- Afiches.

Además de componer tangos con su hermano Virgilio, lo hizo con músicos como
- Aníbal Troilo (Te llaman malevo),
- Domingo Federico (Percal, Yuyo verde, Tristezas de la calle Corrientes, Al compás del corazón),
- Armando Pontier (Trenzas),
- Enrique Francini (Ese muchacho Troilo),
- Héctor Stamponi (Flor de lino),
- Osmar Maderna (Pequeña),
- Argentino Galván (Cafetín).

Con su hermano fue autor también de uno de los primeros pop-rock en español, el éxito Eso, eso, eso de 1960, interpretado por el trío uruguayo Los TNT.
En 1985 recibió un Diploma al Mérito de los Premios Konex como uno de los 5 mejores autores de tango de la historia de la Argentina hasta ese momento.